# Эрбпринц
Эрбпринц (нем. Erbprinz) — титул наследника престола если он являлся сыном князя, при этом не обязательно царствующего — им может быть и брат царствующего князя если они оба являются сыновьями предыдущего князя. Используется в Лихтенштейне. До 1919 года использовался также в Липпе-Детмольде, Шаумбург-Липпе, Вальдек-Пирмонте, Шварцбурге-Рудольштадте, Шварцбурге-Зондергаузене, Ройс-Гере, Ройс-Грейце. Обращение — «Ваше сиятельство». Соответственно эрбпринцесса — титул жены эрбпринца или дочери князя в случае если она является наследницей престола.
После отмены титулов в 1918 году, потомки бывших немецких владетельных домов продолжают пользоваться титулом в частном порядке, но он больше не может упоминаться в официальных документах (например, в паспорте) и не имеет юридического значения.
К титулу эрбпринца близки титулы эрбгерцога и эрбгроссгерцога, которые носили наследники владетельных герцогов и великих герцогов (гроссгерцогов) соответственно. Сегодня титул эрбгерцог официально не используется никем, а единственным официальным носителем титула эрбгроссгерцог является наследник Люксембургского престола.
Сходный по звучанию австрийский титул эрцгерцог (Erzherzog, старинный русский перевод — архигерцог) носили все мужчины — члены австрийского императорского дома Габсбургов, кроме правящего императора, а не только наследник престола.